# Gesellschaft mit beschränkter Haftung (Deutschland)

GmbH-Anteilschein der Johs. Girmes & Co GmbH aus dem Jahr 1944

Die Gesellschaft mit beschränkter Haftung, abgekürzt GmbH oder Gesellschaft mbH, ist nach deutschem Recht eine Rechtsform für eine juristische Person des Privatrechts, die zu den Kapitalgesellschaften gehört. Die deutsche GmbH war eine der weltweit ersten Formen von haftungsbeschränkten Kapitalgesellschaften. Ähnliche Gesellschaftsformen gibt es mittlerweile in den meisten Ländern der Welt. Die GmbH ist die in Deutschland mit Abstand häufigste Gesellschaftsform für Kapitalgesellschaften. So kamen zum Stand 1. Januar 2016 auf ca. 15.500 Aktiengesellschaften über 1,15 Millionen GmbHs.
Seit 2008 gibt es die Unternehmergesellschaft (haftungsbeschränkt), deren wesentliches Merkmal ist, dass das Stammkapital anstatt 25.000 EUR lediglich mindestens 1 EUR betragen muss. Es handelt sich rechtlich und steuerlich um eine GmbH, für die spezielle Vorschriften hinsichtlich Stammkapital, Firma und Verwendung des Jahresüberschusses gelten (§ 5a GmbHG).

## Geschichte
Bereits 1600 war in England den Anteilseignern der Britischen Ostindien-Kompanie durch königliches Dekret beschränkte Haftung gewährt worden, 1602 in den Niederlanden der Niederländischen Ostindien-Kompanie.
1855 führte das Vereinigte Königreich per Gesetz die allgemein zugängliche Gesellschaftsform der Limited Company (Ltd.) ein. 
Gesellschaften mit beschränkter Haftung wurden im Deutschen Reich erstmals durch das am 20. April 1892 erlassene Gesetz betreffend die Gesellschaften mit beschränkter Haftung (GmbHG) ermöglicht. 
Nach der Schaffung dieser Gesellschaftsform auch in Deutschland breitete sich das Konzept in der ganzen Welt aus. In Cisleithanien 1906, Portugal 1917, Brasilien 1919, der Slowakei 1920 (im westlichen Landesteil der Tschechoslowakei bestand sie wegen dessen vorheriger Zugehörigkeit zu Cisleithanien bereits), Chile 1923, Frankreich 1925, Belgien 1935 und weiteren Ländern wurden vergleichbare Rechtsformen geschaffen.
Durch das Gesetz zur Modernisierung des GmbH-Rechts und zur Bekämpfung von Missbräuchen wurde zum 1. November 2008 die Unternehmergesellschaft (haftungsbeschränkt), auch umgangssprachlich Mini-GmbH genannt, eingeführt – eine GmbH mit reduziertem Stammkapital, für die einige Sonderregelungen gelten.

## Rechtsgrundlagen
Die GmbH gilt als Handelsgesellschaft im Sinne des Handelsgesetzbuchs. Die rechtlichen Grundlagen befinden sich im GmbHG. Weitere Vorschriften enthalten die §§ 238–342a HGB zur Rechnungslegung, das Umwandlungsgesetz und die Insolvenzordnung.

## Gründung einer GmbH
Die GmbH wird durch eine oder mehrere Personen als Gründungsgesellschafter gegründet (§ 1 GmbHG). Gesellschafter können sowohl natürliche als auch juristische Personen sein. Entgegen früherer Ansicht können auch alle Gesamthandsgemeinschaften Gründungsgesellschafter sein. Hat eine GmbH nur einen Gesellschafter, spricht man von einer Ein-Personen-GmbH oder Einmann-GmbH.
Die Gesellschafter schließen einen Gesellschaftsvertrag, der notariell zu beurkunden ist. Ob eine Beurkundung durch einen im Ausland zugelassenen Notar genügt, hängt davon ab, ob dieser bzw. das von diesem angewendete Verfahren dem inländischen gleichwertig ist.
Neben der Vereinbarung des Gesellschaftsvertrags ist in der Gründungsversammlung auch mindestens eine natürliche Person zum Geschäftsführer zu bestellen, der auch gleichzeitig GmbH-Gesellschafter sein kann. Der Geschäftsführer nimmt die Stammeinlagen entgegen und meldet die Gesellschaft in notariell beglaubigter Form zur Eintragung in das Handelsregister an.
Seit 1. November 2008 ist auch die Gründung in einem vereinfachten Verfahren möglich. Das vereinfachte Verfahren nach § 2 Absatz 1a des GmbHG ist Gründungen mit maximal drei Gesellschaftern und einem Geschäftsführer vorbehalten. Es bedingt die Verwendung eines in der Anlage zum GmbHG bestimmten Musterprotokolls, das inhaltlich den Gesellschaftsvertrag, die Gesellschafterliste und die Geschäftsführerbestellung umfasst. Vom Musterprotokoll abweichende Bestimmungen können nicht getroffen werden (§ 2 Abs. 1a Satz 4 GmbHG).

### Errichtung der GmbH
Eine GmbH entsteht erst mit der Eintragung in das Handelsregister, d. h., die Eintragung ist konstitutiv. Dazu ist der Gesellschaftsvertrag notariell zu beurkunden. Anschließend muss eine notariell beglaubigte Handelsregisteranmeldung erfolgen. Der Gesellschaftsvertrag legt die Mitwirkungspflichten der Gründer für die Gründung der GmbH und die Satzung der künftigen GmbH fest. Vor Abschluss des notariellen Gesellschaftsvertrages ist die Gesellschaft eine Vorgründungsgesellschaft. Zwischen dem Zeitpunkt der notariellen Beurkundung und dem der Eintragung handelt es sich um die Gründungsgesellschaft, die den Zusatz „i. G.“ führt. Sie wird als Vor-GmbH bezeichnet. In dieser Phase ist die Gesellschaft schon teilrechtsfähig, kann also beispielsweise Eigentum an einem Grundstück erwerben. Haftungsrechtlich entspricht sie allerdings einer Gesellschaft bürgerlichen Rechts; bis zur Eintragung der GmbH in das Handelsregister haften die Handelnden persönlich unbeschränkt solidarisch, die mit Eintragung der GmbH endet. Die Vor-GmbH bildet sowohl rechtlich als auch steuerlich mit der eingetragenen GmbH eine Einheit (Grundsatz der Identität).

### Inhalt der Satzung
Die Satzung der GmbH muss nach § 3 GmbHG enthalten:
- die Firma der GmbH
Die Firma der GmbH muss die Bezeichnung „Gesellschaft mit beschränkter Haftung“ oder eine allgemein verständliche Abkürzung dieser Bezeichnung enthalten, z. B. „GmbH“ oder „Ges. m. b. H.“ (§ 4 GmbHG). Der Firmenname muss insbesondere den Anforderungen der §§ 18, 30 HGB entsprechen, das heißt, er muss zur Kennzeichnung geeignet, nicht irreführend und nicht mit bereits eingetragenen Firmen verwechslungsfähig sein.
- den Unternehmenssitz
Sitz der Gesellschaft ist der Ort, den der Gesellschaftsvertrag bestimmt § 4a. Als (Satzungs-)Sitz muss eine politische Gemeinde in Deutschland bestimmt werden. Der Verwaltungssitz, Niederlassungen oder unselbstständige Zweigstellen können im In- oder Ausland liegen.
- den Gegenstand des Unternehmens
Eine GmbH kann für jeden gesetzlich zulässigen Zweck errichtet werden.
- die Höhe des Stammkapitals
Das Mindeststammkapital beträgt in Deutschland 25.000 Euro – das Mindeststammkapital der Unternehmergesellschaft (haftungsbeschränkt) beträgt 1 Euro.
- den Betrag der Geschäftsanteile
Der Geschäftsanteil ist der von einem Gesellschafter übernommene Anteil am Stammkapital. Der Geschäftsanteil jedes Gesellschafters muss auf volle Euro lauten und mindestens 1 Euro betragen. Bei der Errichtung einer GmbH kann ein Gesellschafter nach § 5 Absatz 2 des GmbHG mehrere Geschäftsanteile übernehmen, die Beträge der jeweiligen Geschäftsanteile können verschieden hoch sein.

Daneben können weitere Bestimmungen in die Satzung aufgenommen werden, die beispielsweise die Verhältnisse der Gesellschafter untereinander oder das Ausscheiden von Gesellschaftern regeln.

### Anmeldung
Die GmbH ist bei dem Registergericht des Amtsgerichts, in dessen Bezirk sie ihren Sitz hat, zur Eintragung zum Handelsregister in Abteilung B anzumelden. Das Mindeststammkapital beträgt nach § 5 Abs. 1 GmbHG 25.000 Euro. Die Anmeldung darf erst vorgenommen werden, wenn mindestens ein Viertel jedes Geschäftsanteils und mindestens ein Betrag in Höhe der Hälfte des Mindeststammkapitals eingezahlt ist. Sacheinlagen müssen so an die Gesellschaft übergehen, dass sie dieser endgültig zur freien Verfügung stehen (§ 7 Abs. 3 GmbHG). Wird eine Stammeinlage erbracht, die das Mindeststammkapital in Höhe von 25.000 Euro unterschreitet, wird ins Handelsregister dennoch ein Stammkapital von 25.000 Euro eingetragen. Im Rahmen der Anmeldung ist die Gesellschafterliste einzureichen. Ebenso ist die inländische Geschäftsanschrift der Gesellschaft anzugeben (§ 8 Abs. 4 GmbHG), an der die Gesellschaft postalisch erreichbar sein muss. Die Angabe eines Postfaches ist nicht möglich. Nach der Anmeldung erfolgt die Überprüfung durch das Registergericht und schließlich die Eintragung der Gesellschaft in das Handelsregister.

### Haftung für Geschäfte vor Eintragung
Für Verbindlichkeiten, die vor Beurkundung des Gesellschaftsvertrages für die zu gründende Gesellschaft begründet werden, haften die Gründer persönlich als Gesamtschuldner. Die Gründer bilden eine Gesellschaft bürgerlichen Rechts, die mit der späteren Gesellschaft keine Einheit bildet.
Wird die errichtete, aber noch nicht in das Handelsregister eingetragene GmbH durch die von den Gesellschaftern hierzu ermächtigten Geschäftsführer oder einzelne Gesellschafter tätig, haftet die Vor-GmbH mit ihrem Vermögen. Daneben können auch die Gründer für diese Verbindlichkeiten haften, wobei Umfang sowie Art und Weise der Haftung in der Rechtswissenschaft umstritten sind.
Liegt zum Zeitpunkt der Eintragung in das Handelsregister das Nettovermögen der Gesellschaft unter dem Stammkapital (Unterbilanz), bleiben die Gesellschafter in Höhe der Unterbilanz der GmbH materiell verantwortlich.
Die Personen, die als Vertreter oder wie Vertreter der Gesellschaft vor der Eintragung in das Handelsregister rechtsgeschäftlich handeln, haften persönlich und solidarisch mit ihrem Privatvermögen für die Schulden der GmbH (Handelndenhaftung, siehe § 11 Abs. 2 GmbHG).

### Gründungskosten
Bei der Gründung einer GmbH entstehen regelmäßig Notar-, Gerichts- und Anwaltskosten für die Gesellschaftsgründer. Notarkosten entstehen für die Beurkundung des Gesellschaftsvertrages, die Beurkundung der ersten Gesellschafterversammlung sowie den Entwurf und die beglaubigte Anmeldung der Gesellschaft und die Anmeldung des Geschäftsführers zum Handelsregister. Weiterhin fallen die Gerichtskosten für die Eintragung in das Handelsregister an.
Die Gesellschaftsgründer sind grundsätzlich daran interessiert, die Gründungskosten weitestgehend der gegründeten GmbH aufzuerlegen. Grundsätzlich dürfen Gründungskosten in gewissen Grenzen von der GmbH übernommen werden. Die herrschende Meinung wendet die aktienrechtliche Vorschrift des § 26 Abs. 2 AktG entsprechend an und verlangt, dass die von der GmbH übernommenen Gründungskosten im Gesellschaftsvertrag offengelegt werden. Der GmbH-Gesellschaftsvertrag muss den konkreten Höchstbetrag in Geld ausweisen. Die GmbH darf überdies auch nur angemessene Gründungskosten übernehmen. Darunter versteht die herrschende Auffassung eine Übernahme von Kosten bis zu 10 % des Stammkapitals.
Die Gesamtkosten der Gründung betragen zwischen 450 und 1000 Euro zuzüglich Umsatzsteuer. Bei Verwendung des Musterprotokolls im vereinfachten Gründungsverfahren reduzieren sich die Notarkosten, wenn das Stammkapital 25.000 Euro nicht übersteigt.

## Geschäftsführung und Außenvertretung
Die GmbH muss einen oder mehrere Geschäftsführer haben (§ 6 Abs. 1 GmbHG). Die Vertretungsmacht der Geschäftsführer ist dabei organschaftlich ausgestaltet. Geschäftsführer können nur natürliche, unbeschränkt geschäftsfähige Personen sein (§ 6 Abs. 2 Satz 1 GmbHG). Die Geschäftsführer führen die Geschäfte der GmbH nach den Weisungen der Gesellschafterversammlung und im Rahmen von Gesetz und Satzung (§ 37 Abs. 1 GmbHG). Die Geschäftsführer vertreten die GmbH gerichtlich und außergerichtlich gegenüber Dritten (§ 35 Abs. 1 GmbHG). Die Vertretungsmacht der Geschäftsführer ist Dritten gegenüber unbeschränkt und unbeschränkbar (§ 37 Abs. 2 Satz 1 GmbHG). Die Geschäftsführer haben in Angelegenheiten der GmbH die Sorgfalt eines ordentlichen Geschäftsmannes anzuwenden (§ 43 Abs. 1 GmbHG). Insichgeschäfte sind nur zulässig, wenn sie im Gesellschaftsvertrag oder durch Gesellschafterbeschluss ausdrücklich gestattet sind (§ 181 BGB).
Neben der Vertretung ausschließlich durch Geschäftsführer besteht auch die Möglichkeit der sog. gemischten oder unechten Gesamtvertretung. Bei dieser wird die Gesellschaft entweder durch Geschäftsführer gemeinschaftlich oder durch einen Geschäftsführer in Gemeinschaft mit einem Prokuristen als rechtsgeschäftlichen Vertreter (Analogie zu § 78 Abs. 3 AktG) vertreten. Diese Art der Vertretung ist bei einem Alleingeschäftsführer nicht zulässig.
Darüber hinaus besteht auch die Möglichkeit der Erteilung einer Generalhandlungsvollmacht gem. § 54 HGB, das heißt die Bestellung eines rechtsgeschäftlichen Vertreters der Gesellschaft, ohne Erteilung einer Prokura.
Sowohl die gemischte Gesamtvertretung als auch die Erteilung einer Generalhandlungsvollmacht sind nur dann zulässig, wenn die organschaftlichen Rechte und Pflichten (z. B. § 41, § 43 Abs. 3, § 64 GmbHG) der Geschäftsführer dadurch nicht beeinträchtigt werden. Die organschaftlichen Rechte und Pflichten verbleiben bei den Geschäftsführern.

## Bestellung und Anstellung des Geschäftsführers
Der Geschäftsführer muss eine voll geschäftsfähige natürliche Person sein, er wird bei der Gründung der Gesellschaft durch den Gesellschaftsvertrag, später durch einen Gesellschafterbeschluss bestellt. Geschäftsführer können, anders als ein Vorstand einer Aktiengesellschaft, durch einen Gesellschafterbeschluss jederzeit ohne Angabe von Gründen abberufen werden (§ 38 Abs. 1 GmbHG), sofern die Satzung nicht wichtige Gründe für eine Abberufung vorschreibt (§ 38 Abs. 2 GmbHG).
Die vertraglichen Rechte und Pflichten werden in der Regel in einem Anstellungsvertrag (Dienstvertrag) geregelt, auch die Vergütung und die Folgen des Ausscheidens, sei es durch Zeitablauf oder durch den Widerruf der Bestellung. Bei geschäftsführenden Gesellschaftern mit einer Mehrheitsbeteiligung kann dies wichtig sein, um steuerliche Nachteile zu vermeiden (z. B. die Annahme einer verdeckten Gewinnausschüttung).
Dem Geschäftsführer obliegt die Geschäftsführung, siehe Geschäftsführung und Außenvertretung.

## Aufsichtsrat als überwachendes Organ
In der Satzung der GmbH kann ein Aufsichtsrat vorgesehen werden. Ein Aufsichtsrat muss grundsätzlich gebildet werden, wenn die GmbH mehr als 500 Arbeitnehmer beschäftigt (§ 1 Abs. 1 Nr. 3 DrittelbG). In diesem Falle lautet das Verhältnis Arbeitnehmer zu Arbeitgeber im Aufsichtsrat gemäß Drittelbeteiligungsgesetz 1 zu 2. Wenn eine GmbH mehr als 2000 Arbeitnehmer beschäftigt, liegt das Verhältnis gemäß Mitbestimmungsgesetz bei 1 zu 1, wobei er aus mindestens 12 natürlichen Personen bestehen muss. Der Vorsitzende des Aufsichtsrates hat bei Pattsituationen eine Zweitstimme. Die Aufgabe des Aufsichtsrats besteht vorwiegend in der Überwachung der Geschäftsführung.
Rechtsgrundlage für den Aufsichtsrat einer GmbH ist § 52 des GmbHG.

## Gesellschafterversammlung
Oberstes beschließendes Organ der GmbH ist die Gesellschafterversammlung, in der die Gesamtheit der Gesellschafter repräsentiert ist. Ihre Zuständigkeit erstreckt sich – soweit nicht Gesetz oder Satzung etwas anderes bestimmen – auf alle Angelegenheiten der GmbH (§ 45 GmbHG), die nicht in die genuine Zuständigkeit der Geschäftsführung fallen. Die Gesellschafter fassen ihre Beschlüsse in der Versammlung (§ 48 Abs. 1 GmbHG). Bei Einverständnis aller Gesellschafter ist schriftliche Abstimmung ohne Abhalten einer Versammlung zulässig (§ 48 Abs. 2 GmbHG).

## Haftung der GmbH und ihrer Gesellschafter
Die GmbH haftet mit ihrem Gesellschaftsvermögen (§ 13 Abs. 2 GmbHG) für die Verbindlichkeiten der Gesellschaft. Das Privatvermögen der Gesellschafter bleibt unberührt. Für Verpflichtungen, welche noch vor Eintragung der GmbH in das Handelsregister entstanden sind, hat die GmbH Durchgriffsansprüche auf die Gesellschafter, soweit diese Verpflichtungen das Nettovermögen zum Stichtag der Eintragung unter die Kapitalziffer haben fallen lassen. Diese Ansprüche der GmbH gegen die Gesellschafter können Gläubiger pfänden lassen. Die Unterbilanzhaftung dient dem Schutz vor einer bereits anfänglichen Aufzehrung des Stammkapitals. Das früher vertretene Vorbelastungsverbot wurde wegen seiner wirtschaftlich lähmenden Wirkung aufgegeben.
Für Verluste aus der gewöhnlichen Geschäftstätigkeit einer GmbH haften die Gesellschafter der GmbH nur, sofern sie die Vermögenslosigkeit der Gesellschaft in rechtswidriger Weise verursacht haben. Dazu hat der Bundesgerichtshof in den letzten Jahren den Tatbestand der Existenzvernichtungshaftung entwickelt.

## Rechnungslegung der GmbH
Für die GmbH gelten grundsätzlich die Vorschriften des Handelsgesetzbuchs über die Buchführung (§§ 238 bis 263 HGB) sowie ergänzend die §§ 264 bis 335 HGB für Kapitalgesellschaften und im Speziellen die §§ 42 ff. GmbHG.

## Rechte und Pflichten der Gesellschafter
Jeder Gesellschafter hat im Gesellschaftsvertrag die Verpflichtung zur Leistung eines Anteils am Stammkapital übernommen (§ 3 Abs. 1 Nr. 4 GmbHG). Die Hauptpflicht eines Gesellschafters besteht darin, seine Stammeinlagepflicht zu erfüllen (§ 19 Abs. 1 GmbHG). Der Gesellschafter kann – soweit nicht durch die Satzung etwas anderes bestimmt ist (Vinkulierung) – über seinen Geschäftsanteil frei verfügen. Der Anteil kann – einen entsprechenden notariell beurkundeten Vertrag (§ 15 Abs. 3 GmbHG) vorausgesetzt – verkauft und im Übrigen auch vererbt oder verschenkt werden. Die Gesellschafter haben Anspruch auf den Jahresüberschuss, soweit sie nicht zulässigerweise von der Beteiligung ausgeschlossen sind (§ 29 Abs. 1 GmbHG). Jeder Gesellschafter kann von den Geschäftsführern verlangen, dass sie ihm unverzüglich Auskunft über die Angelegenheiten der GmbH geben und ihm Einsicht in die Bücher gestatten (§ 51a Abs. 1 GmbHG). Ein Gesellschafter kann durch gerichtliches Urteil aus der Gesellschaft ausgeschlossen werden, wenn ein in seiner Person liegender wichtiger Grund die Fortsetzung der Gesellschaft mit ihm unzumutbar macht.

## Besteuerung

### Körperschaftsteuer
Eine GmbH unterliegt mit ihrem Einkommen der Körperschaftsteuer. Der Steuersatz beträgt 15 Prozent zuzüglich 5,5 Prozent Solidaritätszuschlag auf die Körperschaftsteuer, so dass der Steueranteil insgesamt 15,825 Prozent des zu versteuernden Einkommens beträgt.

### Kapitalertragsteuer
Schüttet die GmbH Gewinn an ihre Gesellschafter aus (Dividende), muss sie davon 25 % Kapitalertragsteuer zuzüglich Solidaritätszuschlag und gegebenenfalls Kirchensteuer einbehalten und an das Finanzamt abführen. Der Steuersatz beträgt seit dem 1. Januar 2009 25 Prozent. Die weitere steuerliche Behandlung der Dividende und der einbehaltenen Kapitalertragsteuer beim Gesellschafter hängt davon ab, ob der Gesellschafter eine natürliche oder juristische Person mit Wohnsitz bzw. Sitz im In- oder Ausland ist.

### Gewerbesteuer
Eine GmbH gilt als Handelsgesellschaft im Sinne des HGB (Formkaufmann; § 13 Abs. 3 GmbHG). Sie ist somit Gewerbebetrieb kraft Rechtsform und unterliegt unabhängig von ihrem Unternehmenszweck der Gewerbesteuer.

### Umsatzsteuer
Eine GmbH kann Unternehmer im Sinne des Umsatzsteuerrechts sein (§ 2 UStG). Als juristische Person kann sie jedoch auch unselbständiger Teil einer umsatzsteuerlichen Organschaft sein.

## Lohnsteuer und Sozialversicherung
Beschäftigt die GmbH Arbeitnehmer, hat sie die Pflichten eines Arbeitgebers zu erfüllen. Das gilt auch im Verhältnis zu den (Gesellschafter-)Geschäftsführern, deren Bezüge im Regelfall den Einkünften aus nichtselbständiger Arbeit zugeordnet werden (in seltenen Fällen ist es stattdessen möglich, dass der Geschäftsführer als selbständiger Unternehmer nach § 2 UStG tätig ist und seiner GmbH für die Geschäftsführungsleistungen Rechnungen stellt). Die Geschäftsführergehälter sind Arbeitslohn und als Betriebsausgabe abzugsfähig, soweit sie der Höhe nach angemessen sind, d. h., soweit sie für die gleiche Leistung auch einem fremden Geschäftsführer, der nicht Gesellschafter ist, gezahlt würden (Fremdvergleich).
Geschäftsführer sind in der Regel als nicht abhängig Beschäftigte von der gesetzlichen Sozialversicherungspflicht befreit. Damit stehen ihnen auch keine steuerfreien Arbeitgeberzuschüsse zur Kranken- und Pflegeversicherung zu. Dies gilt bei geschäftsführenden Gesellschaftern mit einer Beteiligung von weniger als 50 Prozent jedoch nur dann, wenn sie nicht weisungsgebunden sind.

## Steuerliche Haftung
Die Haftungsnormen gemäß § 69 AO bzw. § 34 AO betreffen den oder die nominellen Geschäftsführer und den faktischen Geschäftsführer. Der Geschäftsführer haftet persönlich, wenn er die steuerlichen Pflichten der GmbH nicht erfüllt. Die Haftung wird besonders nachteilig, wenn die Gesellschaft vor ihrer Eintragung mit ihren Geschäften begonnen hat. Dann greift die persönliche, unbeschränkte Haftung der handelnden Gesellschafter ein.

## Auflösung der GmbH
Eine GmbH wird u. a. aufgelöst:
- durch Ablauf der im Gesellschaftsvertrag bestimmten Zeit
- durch Beschluss der Gesellschafter (mehr als 3/4 der Gesellschafterversammlung)
- durch gerichtliches Urteil
- durch Eröffnung des Insolvenzverfahrens; es wird der Zusatz „i. In.“ bzw. „i. IN.“ für in Insolvenz an den Firmennamen der GmbH angefügt
- mit Rechtskraft des Beschlusses, durch den die Eröffnung eines Insolvenzverfahrens mangels Masse abgelehnt worden ist.

Eine Auflistung der Auflösungsgründe befindet sich im GmbHG (§ 60). Die Auflösung der Gesellschaft muss zur Eintragung im Handelsregister angemeldet werden. Die Geschäftsführer sind die „geborenen“ Liquidatoren, wenn nichts anderes bestimmt ist. Im eröffneten Insolvenzverfahren erfolgt die Liquidation der GmbH nicht durch die Geschäftsführer. Wird das Insolvenzverfahren mangels Masse abgewiesen, so sind die Geschäftsführer die Liquidatoren, wenn nichts anderes bestimmt ist.

## Liquidation der GmbH
Die Liquidation ist das Abwicklungsverfahren nach der Auflösung der GmbH, die gemäß § 71 GmbHG in diesem Stadium auf den Geschäftsbriefen anzugeben hat, dass sich die Gesellschaft in Liquidation befindet.
Die Abwicklung der Gesellschaft erfolgt gemäß § 66 GmbHG durch die Liquidatoren, das sind grundsätzlich die bisherigen Geschäftsführer, außer im Fall des Insolvenzverfahrens. Sie werden im Register eingetragen und haben die laufenden Geschäfte der GmbH zu beendigen und das Vermögen der Gesellschaft in Geld umzusetzen (§ 70 GmbHG). Ist die Liquidation beendet, dann haben die Liquidatoren den Schluss der Liquidation zur Eintragung in das Handelsregister anzumelden. Die Gesellschaft ist im Handelsregister zu löschen (§ 74 GmbHG).
Tauchen nach Löschung der GmbH aus dem Handelsregister noch Vermögensgegenstände auf oder sind andere Maßnahmen noch notwendig, muss eine Nachtragsliquidation durchgeführt werden. Die bisherigen Liquidatoren können nur bis zur Löschung aus dem Handelsregister noch tätig werden.